# Palladium
Palladium (chemická značka Pd, latinsky Palladium) je drahý kov šedivě bílé barvy. Ve skupině drahých kovů se vyznačuje největší reaktivitou. Nalézá uplatnění především při výrobě průmyslových katalyzátorů a jako součást slitin pro dentální a šperkařské využití.

## Základní fyzikálně-chemické vlastnosti
Palladium izoloval v roce 1803 anglický chemik William Hyde Wollaston. V roce 1804 jej pojmenoval podle planetky Pallas objevené roku 1802. Jedná se o ušlechtilý, odolný, kujný a tažný kov, elektricky i tepelně středně dobře vodivý. Společně s rhodiem a rutheniem patří do triády lehkých platinových kovů. V přírodě se vyskytuje zejména ryzí, i když téměř vždy ve směsi s jinými drahými kovy.
Odhad průměrného obsahu palladia v zemské kůře činí přibližně 0,0075–0,01 ppm (mg/kg). Údaje o koncentraci v mořské vodě nejsou dostupné, protože tato hodnota leží pod mezí detekce i těch nejcitlivějších analytických technik. Předpokládaný výskyt palladia v okolním vesmíru je uváděn přibližně jako 1 atom Pd na 30 miliard atomů vodíku.
Snadno se rozpouští v lučavce královské i koncentrované kyselině dusičné. Zajímavá je schopnost palladia pohlcovat značné objemy plynného vodíku. Palladium vykazuje také dobré katalytické vlastnosti a to jak ve sloučeninách, tak jako kovové.

## Využití
Zásadní využití má palladium v chemickém průmyslu, kde se v nejrůznějších podobách používá jako velmi účinný katalyzátor v řadě organických syntéz. Nejčastěji se přitom uplatňuje při hydrogenacích organických sloučenin, kdy je do molekuly zaváděn atom vodíku. Společně s platinou se využívá i v katalyzátorech výfukových plynů, které slouží k odstranění nežádoucích látek jako nespálených uhlovodíků a oxidu uhelnatého z výfukových plynů.
V omezené míře se palladium používá jako součást slitin pro výrobu šperků, především tzv. bílého zlata, kde slouží jako náhrada levnějšího avšak potenciálně toxického niklu. Poměrně rozšířené jsou dentální slitiny na bázi palladia a stříbra, které slouží jako náhrada dražších slitin na bázi zlata.
Palladium se také (i když ne tak často) obchoduje jako drahý kov(investiční kov), podobně jako zlato, stříbro, platina nebo rhodium.

### Platidlo a hodnota

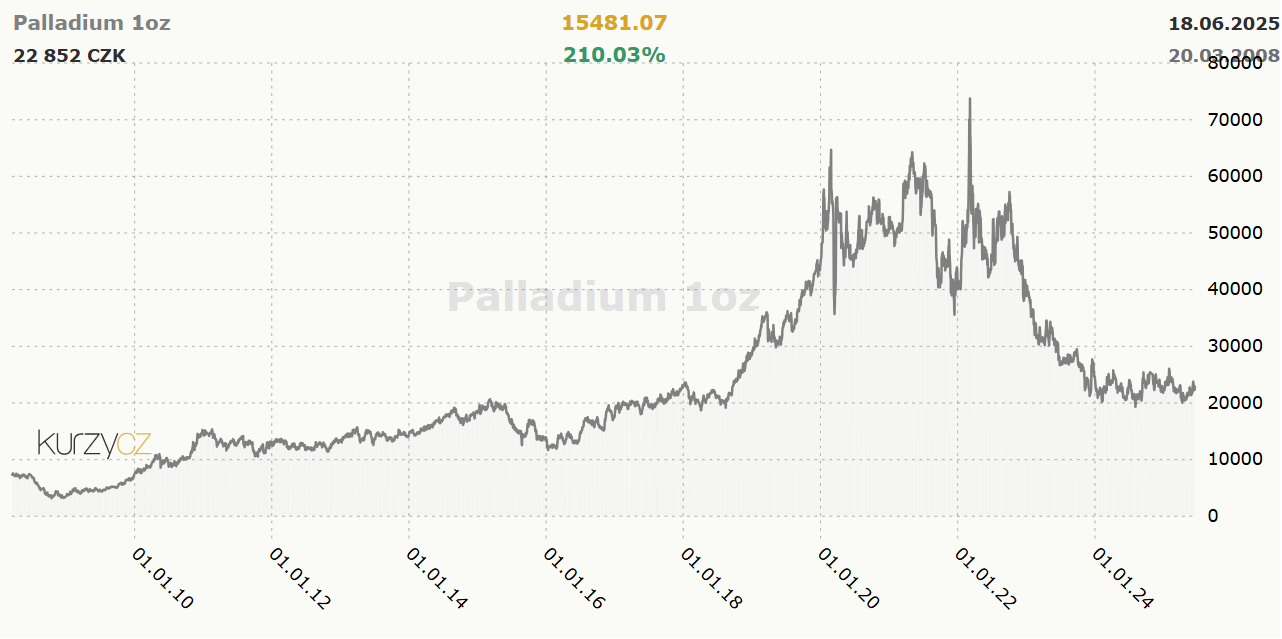
Cena palladia v českých korunách

Palladium je sice drahým kovem, kujným, vhodným pro ražbu, ale pro ražbu mincí nebyl a ani není moc oblíbený, pro svoji spíše šedou barvu. V současné době se používají platinové a palladiové mince spíše jako sběratelské, či investiční mince. Mince z palladia se razí spíše v malých rozměrech.
Cenu palladia tak z velké části určuje nedostatek kovu díky poptávce automobilového průmyslu způsobené přísnějšími ekologickými normami a na druhé straně omezený objem těžby.
XPD je kód 1 trojské unce palladia jako platidla podle standardu ISO 4217.

## Mineralogie

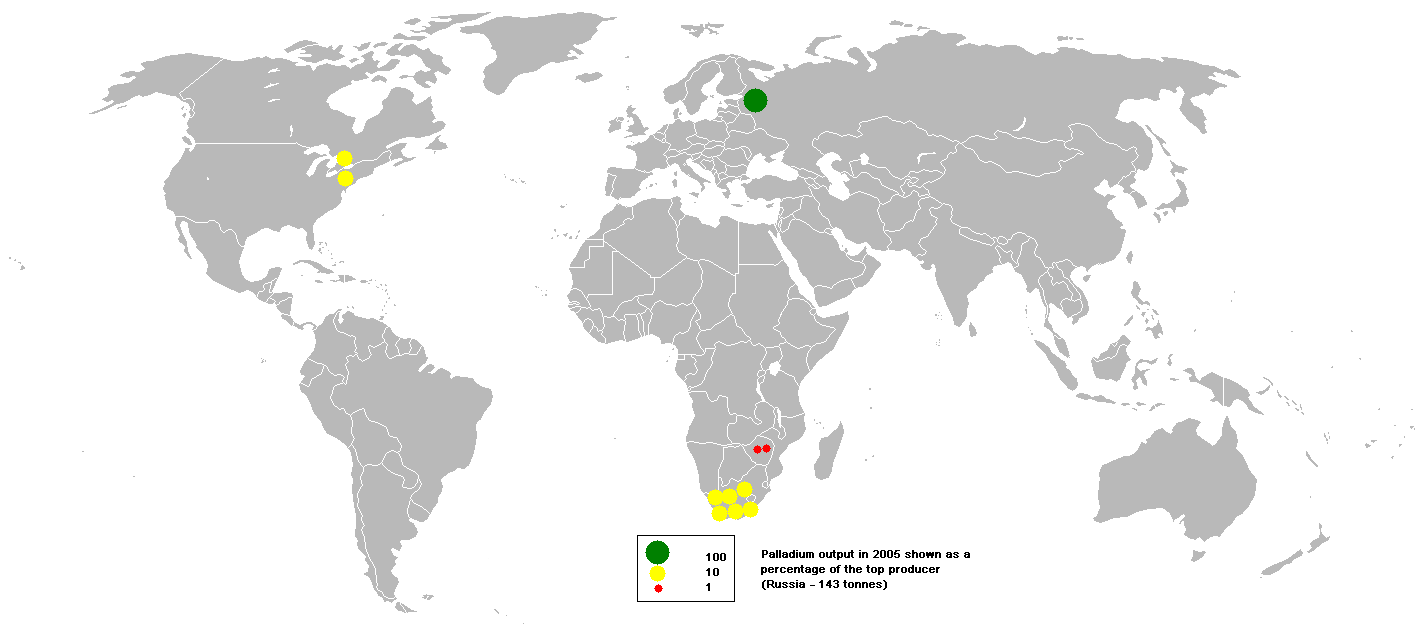
Těžba v roce 2005

Vyskytuje se ryzí a bývá v určitém procentu vždy přítomno v horninách obsahujících platinu a rhodium. Suverénně největším dodavatelem palladia na světový trh je Rusko, které těží na Sibiři 44 % světové produkce palladia. Za ním následuje Jižní Afrika se 40 %, Kanada s 6 % a USA s 5 %. Jde o jediné velké producenty tohoto prvku
Poměrně často doprovází palladium v malém procentu rudy niklu a mědi a je při metalurgickém zpracování těchto rud také získáváno. Několik ložisek tohoto typu je vytěžováno především v Kanadě.

## Světová produkce
| Pořadí (2015) | Stát          | 1994   | 1995    | 1996    | 1997    | 1998    | 1999    | 2000    | 2001    | 2002    | 2003    | 2004    | 2005    | 2006    | 2007    | 2008    | 2009    | 2010    | 2011    | 2012    | 2013    | 2014    | 2015    |
| ------------- | ------------- | ------ | ------- | ------- | ------- | ------- | ------- | ------- | ------- | ------- | ------- | ------- | ------- | ------- | ------- | ------- | ------- | ------- | ------- | ------- | ------- | ------- | ------- |
| —             | Celosvětově   | 99,200 | 112,000 | 111,000 | 119,000 | 123,000 | 174,000 | 174,000 | 179,000 | 181,000 | 182,000 | 188,000 | 219,000 | 224,000 | 219,000 | 204,000 | 192,000 | 202,000 | 215,000 | 201,000 | 203,000 | 193,000 | 208,000 |
| 1             | Rusko         | 40,000 | 48,000  | 48,000  | 47,000  | 47,000  | 85,000  | 94,000  | 90,000  | 84,000  | 74,000  | 74,000  | 97,400  | 98,400  | 96,800  | 87,700  | 83,200  | 84,700  | 86,000  | 82,000  | 80,000  | 83,000  | 80,000  |
| 2             | Jižní Afrika  | 44,000 | 49,400  | 48,900  | 55,900  | 57,300  | 63,600  | 55,900  | 61,000  | 64,000  | 72,800  | 78,500  | 84,900  | 85,000  | 86,500  | 75,500  | 75,100  | 82,200  | 82,000  | 74,000  | 75,000  | 58,400  | 73,000  |
| 3             | Kanada        | 7,000  | 7,100   | 5,270   | 4,810   | 4,810   | 8,592   | 8,600   | 8,800   | 11,500  | 11,500  | 12,000  | 13,000  | 14,000  | 10,500  | 15,000  | 6,500   | 6,700   | 14,000  | 12,200  | 16,500  | 20,000  | 24,000  |
| 4             | Spojené státy | 6,440  | 5,260   | 6,100   | 8,400   | 10,600  | 9,800   | 10,300  | 12,100  | 14,800  | 14,000  | 13,700  | 13,300  | 14,400  | 12,800  | 11,900  | 12,700  | 11,600  | 12,400  | 12,300  | 12,600  | 12,400  | 12,500  |
| 5             | Zimbabwe      | —      | —       | —       | —       | —       | —       | —       | —       | —       | —       | —       | —       | 4,000   | 4,200   | 4,390   | 5,680   | 7,000   | 8,200   | 9,000   | 9,600   | 10,100  | 10,000  |
| —             | Ostatní země  | 1,800  | 2,200   | 2,730   | 2,890   | 2,930   | 7,000   | 5,360   | 7,400   | 6,900   | 9,700   | 9,900   | 9,900   | 8,210   | 8,120   | 9,500   | 9,230   | 9,540   | 12,200  | 11,500  | 8,900   | 9,000   | 8,000   |